# Roswitha Mroczynski
Roswitha Mroczynski (geboren am 29. Juni 1963 in Berlin) ist eine Handballspielerin aus Deutschland.

## Vereinskarriere
Die 1,65 Meter große Roswitha Mroczynski spielte beim TSV GutsMuths Berlin.

## Nationalmannschaft
Sie bestritt einige Länderspiele für die deutsche Nationalmannschaft. Mit dem Team des Deutschen Handballbundes nahm sie an den Olympischen Sommerspielen 1984 in Los Angeles teil.